# Santi Stefano e Lorenzo
I Santi Stefano e Lorenzo è uno stucco policromo di Donatello che decora la parete sinistra sulla Porta dei Martiri a lato della scarsella della Sagrestia Vecchia nella basilica di San Lorenzo a Firenze. La sua forma è quella di un quadrato sormontato da un semicerchio (215x180cm) e circondato da una cornice. Risale al 1428-1443; sebbene vari studiosi abbiano proposto datazioni entro intervalli più brevi, non c'è accordo al riguardo.

## Storia
La Sagrestia di Brunelleschi, commissionata da Giovanni di Bicci de' Medici, venne realizzata tra il 1421 e il 1428. Un primo contatto con Donatello dovette risalire già al 1428, quando iniziò a fornire i primi rilievi, tra cui, forse, i tondi della Storia di San Giovanni evangelista. Solo nel 1434, dopo la morte di Giovanni e il ritorno di Donatello da Roma, Cosimo de' Medici fece un nuovo contratto con Donatello, che lavorò a più riprese vista anche la mole del lavoro. Si sa che alla partenza dello scultore per Padova gli stucchi e i bronzi commissionati erano tutti conclusi (1443): otto medaglioni monumentali, due lunette-soprapporte e due porte bronzee.
Brunelleschi non fu contento dei lavori di Donatello alla sua Sagrestia: essi andavano a intaccare quell'essenzialità decorativa di cui si faceva promotore, inoltre non aveva gradito che non fosse stato interpellato nemmeno per un parere. Fu la fine dell'amicizia e della collaborazione tra i due geni del primo Rinascimento.

## Descrizione e stile

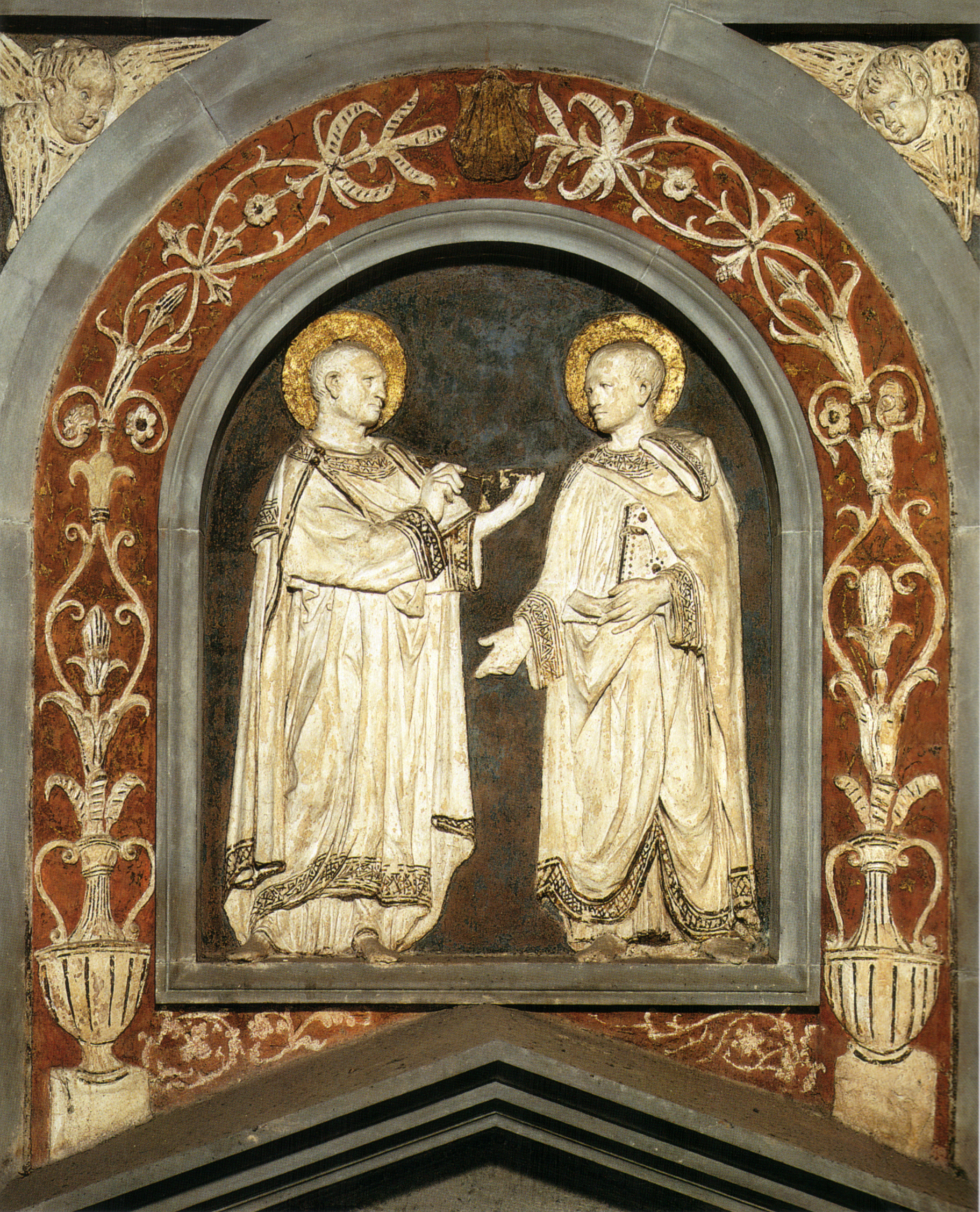

Le obiezioni di Brunelleschi sono più facilmente immaginabili a proposito degli interventi ai lati della scarsella: la ricchezza decorativa, la policromia e un certo horror vacui di queste opere sono infatti quanto di più lontano dall'austera semplicità dell'architettura.
La coppia di santi è trattata in  maniera simile ai tondi degli Evangelisti, ossia con figure monumentali e isolate, rese con la bicromia bianco/azzurro, in questo caso arricchita, oltre che dalle aureole dorate, anche da una serie di dettagli disegnati col nero, soprattutto nelle vesti.
Santo Stefano è a sinistra ed è ben riconoscibile per l'attributo del sasso sulla testa, essendo stato martirizzato per lapidazione; nella mano sinistra tiene aperto un libro, che sembra mostrare al collega, e nella destra la palma del martirio. San Lorenzo è a destra ed è riconoscibile per la graticola con cui fu martirizzato; anche lui reca in mano libro e palma. I due santi sono raffigurati come se stessero dialogando tra essi, interagendo con gesti, espressioni e atteggiamenti. L'accoppiamento tra Stefano e Lorenzo è tipica, poiché i due, entrambi diaconi, come mostra la veste dalmatica, furono tra i primi martiri ed erano sepolti assieme a Roma nella basilica di San Lorenzo fuori le mura. Lorenzo venne scelto per ricordare il patrono della chiesa dove ci si trovava, e santo Stefano era il compagno ideale per formare una coppia, che completasse simmetricamente il rilievo sul lato opposto con i Santi Cosma e Damiano, protettori dei Medici.
La cornice in rosso mattone bilancia coloristicamente l'insieme, riprendendo il colore dominante nei tondi delle Storie di San Giovanni Evangelista. Vi sono raffigurati in bianco due anfore all'antica dove escono elaborati racemi floreali che ricordano i viticci allora in voga (come quelli del lavabo del Buggiano in Duomo) e sono diversi da quelli della cornice sull'altra parete. In mezzo si trova una conchiglia dorata, simbolo di pellegrinaggio cristiano. Negli spicchi ai lati dell'arco si trovano due cherubini bianchi su sfondo azzurro.